# La Destrousse
La Destrousse é uma comuna francesa na região administrativa da Provença-Alpes-Costa Azul, no departamento de Bouches-du-Rhône. Estende-se por uma área de 2,93 km², com 2 736 |date-sans= 2007 habitantes, segundo os censos de 2007, com uma densidade de 933 hab/km².